# Koningstrekkervis
De koningstrekkervis (Balistes vetula) is een straalvinnige vis uit de familie van de trekkervissen (Balistidae) en de orde van de kogelvisachtigen (Tetraodontiformes), die voorkomt in de Atlantische Oceaan.

## Beschrijving
De koningstrekkervis kan maximaal 60 centimeter lang en 5440 gram zwaar worden. Het lichaam van de vis heeft een gedrongen vorm.
De vis heeft twee rugvinnen en één aarsvin. Er zijn drie stekels op de rugvin en 29-32 vinstralen. De aarsvin heeft 27-29 vinstralen.

## Leefwijze
De koningstrekkervis is een zoutwatervis die voorkomt in tropische kustwateren, op een diepte van 2 tot 275 meter.
Het dieet van de vis bestaat hoofdzakelijk uit macrofauna en vis.

## Relatie tot de mens
De koningstrekkervis is voor de visserij van beperkt commercieel belang. Wel wordt op de vis gejaagd in de hengelsport. De soort wordt gevangen voor commerciële aquaria. Voor de mens is de koningstrekkervis giftig om te eten.
De soort staat op de Rode Lijst van de IUCN als een kwetsbare diersoort.